# Beckersstraße 49 (Mönchengladbach)

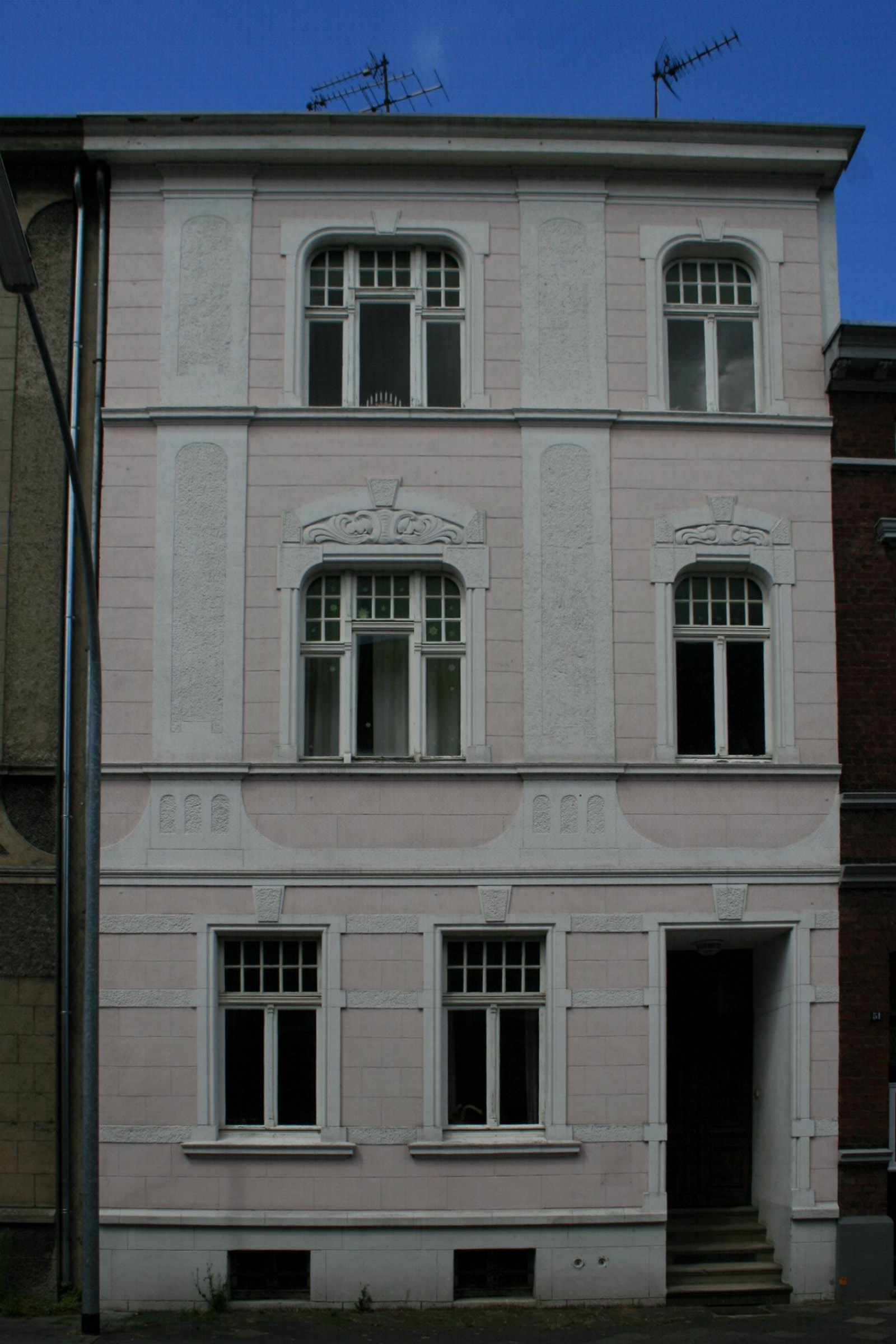
Wohnhaus (2010)

Das Wohnhaus Beckersstraße 49 steht im Stadtteil Bonnenbroich-Geneicken in Mönchengladbach (Nordrhein-Westfalen).
Das 1904 erbaute Gebäude ist unter Nr. B 074 am 29. August 1988 in die Denkmalliste der Stadt Mönchengladbach eingetragen worden.

## Architektur
Das Haus Nr. 49 liegt innerhalb einer Baugruppe von vier gleichartigen Häusern und bildet mit dem ihm spiegelbildlich zugeordneten Haus Nr. 47 eine ansprechende Hauskomposition.
Das traufständige Wohnhaus mit flach geneigtem Satteldach wurde 1904 zusammen mit dem Nachbarhaus Nr. 47 gebaut. Das dreiachsige, in den beiden Obergeschossen zu zwei ungleichwertig ausgebildeten Fensterachsen reduzierte Reihenhaus mit historisierender Stuckfassade ist in drei Geschossen aufgeführt. Horizontale Gliederung des Hauses durch Sockel-, Sohlbank- und weit vorkragendes Traufgesims.